# Sri Lanka na igrzyskach Wspólnoty Narodów
Sri Lanka wystartowała po raz pierwszy na igrzyskach Wspólnoty Narodów w 1938 roku na igrzyskach w Sydney i od tamtej pory reprezentacja wystartowała na wszystkich igrzyskach, oprócz igrzysk w 1954, 1974 i 1986 roku. Najwięcej medali na jednych igrzyskach (3) Sri Lanka zdobyła podczas igrzysk w Auckland w 1950 oraz igrzysk w Victorii w 1994 roku.
Do igrzysk w 1970 roku Sri Lanka występowała jako Cejlon.

## Klasyfikacja medalowa
| Igrzyska          | Złoto | Srebro | Brąz | Razem |
| ----------------- | ----- | ------ | ---- | ----- |
| 1938 Sydney       | 1     | 0      | 0    | 1     |
| 1950 Auckland     | 1     | 2      | 0    | 1     |
| 1958 Cardiff      | 0     | 0      | 0    | 0     |
| 1962 Perth        | 0     | 0      | 0    | 0     |
| 1966 Kingston     | 0     | 0      | 0    | 0     |
| 1970 Edynburg     | 0     | 0      | 0    | 0     |
| 1978 Edmonton     | 0     | 0      | 0    | 0     |
| 1982 Brisbane     | 0     | 0      | 0    | 0     |
| 1990 Auckland     | 0     | 0      | 0    | 0     |
| 1994 Victoria     | 1     | 2      | 0    | 3     |
| 1998 Kuala Lumpur | 0     | 1      | 1    | 2     |
| 2002 Manchester   | 0     | 0      | 0    | 0     |
| 2006 Melbourne    | 1     | 0      | 0    | 1     |
| 2010 Nowe Delhi   | 0     | 1      | 1    | 2     |
| Razem             | 4     | 6      | 2    | 12    |

### Według dyscyplin
| Dyscyplina        | Złoto | Srebro | Brąz | Razem |
| ----------------- | ----- | ------ | ---- | ----- |
| Boks              | 1     | 2      | -    | 3     |
| Strzelectwo       | 1     | 2      | -    | 3     |
| Lekkoatletyka     | 1     | 1      | 1    | 3     |
| Podnoszenie cięż. | 1     | 1      | 1    | 3     |
| Razem             | 4     | 6      | 2    | 12    |